# Paparazzi (film 2004)
Paparazzi – amerykański film dramatyczny z 2004 roku napisany przez Forry'ego Smitha oraz wyreżyserowany przez Paula Abascala. Wyprodukowany przez 20th Century Fox.
Premiera filmu miała miejsce 3 września 2004 roku w Stanach Zjednoczonych.

## Opis fabuły
Bo Laramie (Cole Hauser), młody aktor, odnosi spektakularny sukces po zagraniu głównej roli w filmie akcji. Z dnia na dzień staje się jedną z największych gwiazd współczesnego kina. Osiągnął wszystko, o czym marzył. Sukces i sława mają jednak swoją cenę. Laramie i jego rodzina są bezlitośnie nękani przez paparazzich.

## Obsada
- Cole Hauser jako Bo Laramie
- Robin Tunney jako Abby Laramie
- Tom Sizemore jako Rex Harper
- Daniel Baldwin jako Wendell Stokes
- Kevin Gage jako Kevin Rosner
- Dennis Farina jako detektyw Burton
- Chris Rock jako dostarczyciel pizzy
- Tom Hollander jako Leonard Clark

i inni